# 康平 (日本)
康平（1058年9月19日~1065年9月4日）是日本的年號之一。使用這個年號的天皇是後冷泉天皇。

## 改元
- 天喜六年八月二十九日（1058年9月19日） 改元康平。
- 康平八年八月二日（1065年9月4日） 改元治曆。

## 出處
《後漢書卷三十四·梁統列傳第二十四·梁統傳》：「……文帝寬惠柔克，遭世康平，唯除省肉刑、相坐之法，它皆率由，無革舊章。……」

## 紀年、西曆、干支對照表
| 康平 | 元年   | 二年   | 三年   | 四年   | 五年   | 六年   | 七年   | 八年   |
| 公元 | 1058年 | 1059年 | 1060年 | 1061年 | 1062年 | 1063年 | 1064年 | 1065年 |
| 干支 | 戊戌   | 己亥   | 庚子   | 辛丑   | 壬寅   | 癸卯   | 甲辰   | 乙巳   |